# Prostitution in den Niederlanden

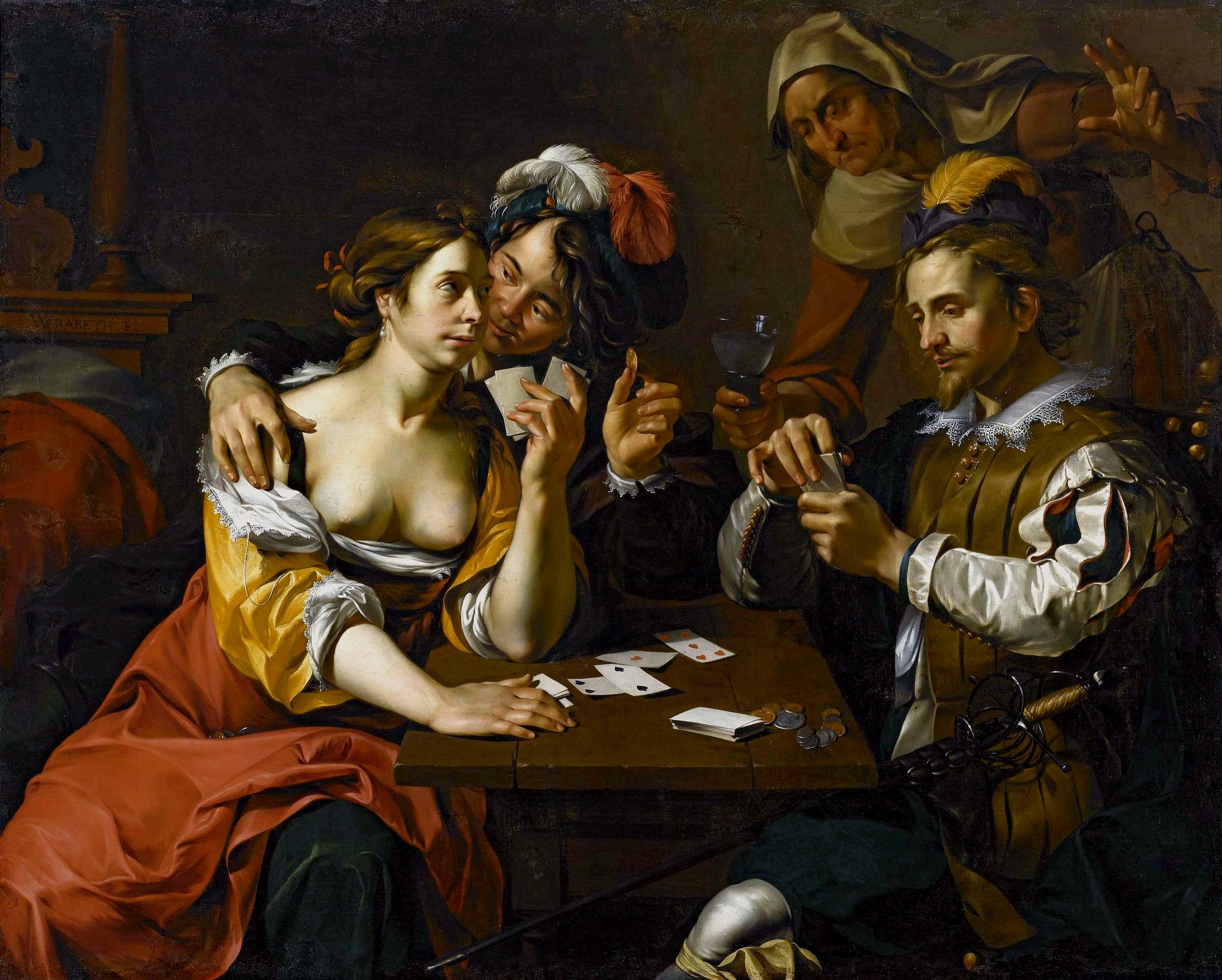
Wouter Pietersz. II. Crabeth: Kartenspieler., um 1640, mit Prostituierter

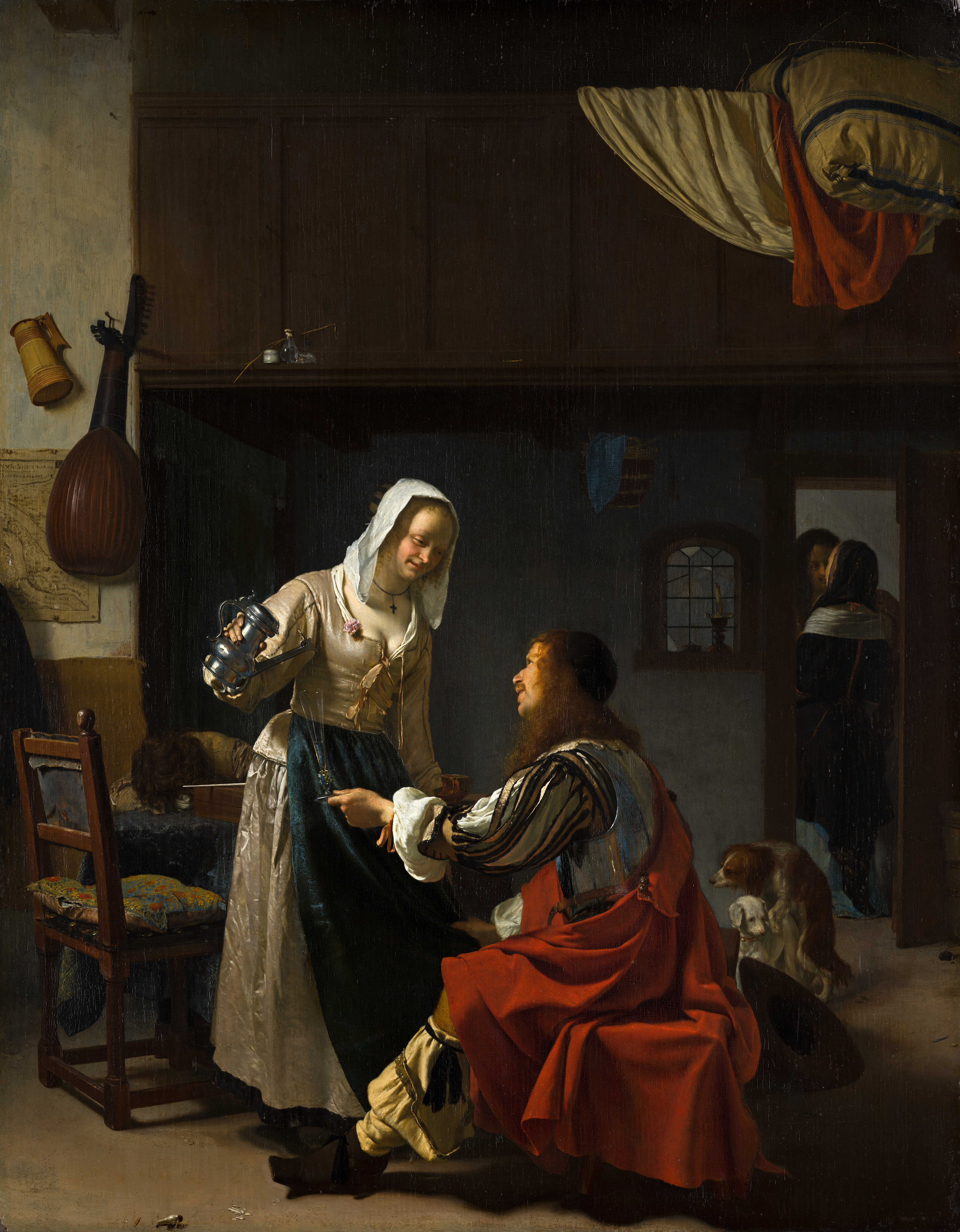
Frans van Mieris der Ältere: Bordellszene. 1658

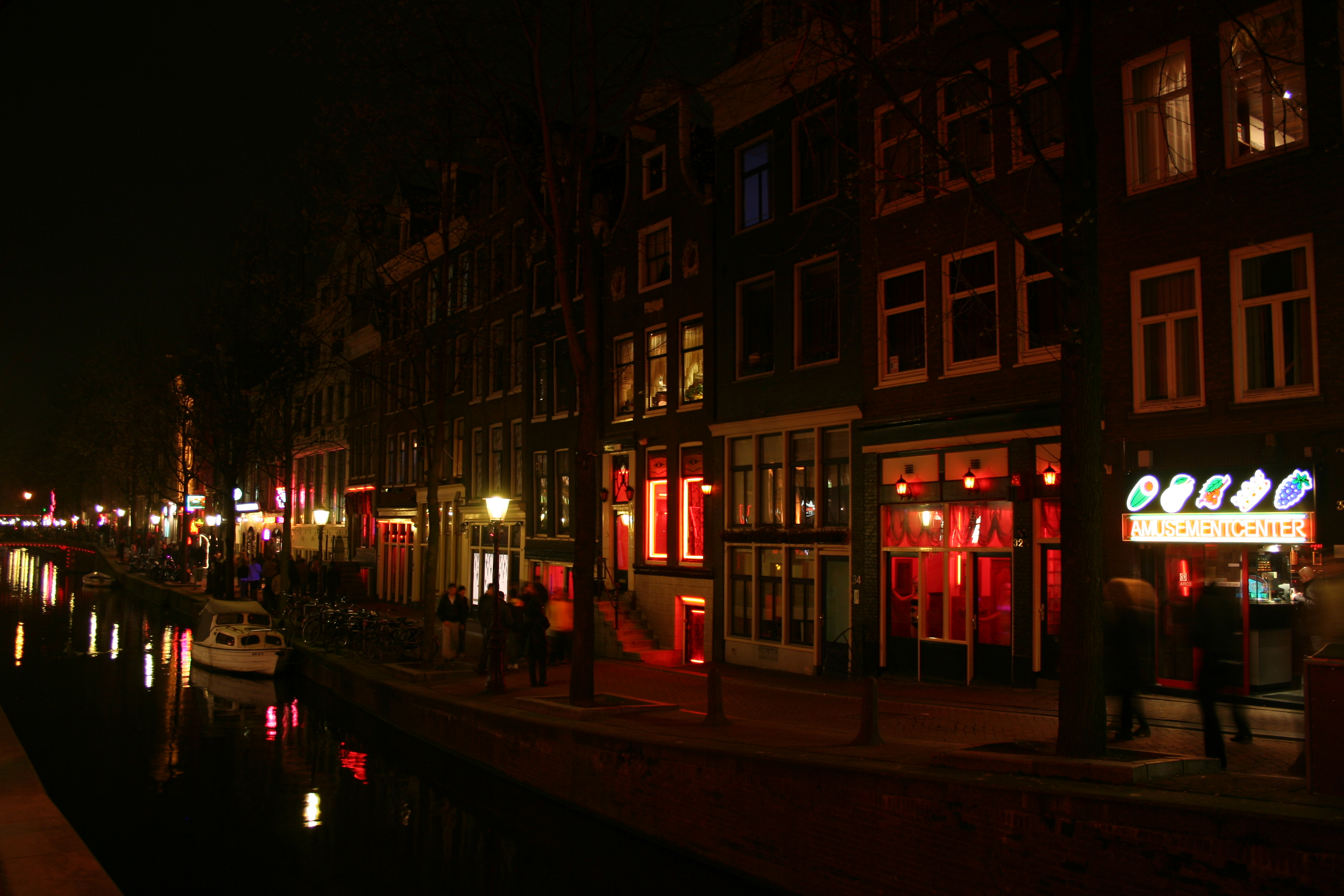
De Wallen bei Nacht, 2008

Die Prostitution in den Niederlanden ist legal und reguliert.

## Geschichte
Gesetzlich galt seit 1911 ein Verbot von Bordellen und Zuhälterei.
Im Oktober 2000 wurde mit einer umfassenden Gesetzesänderung das Verbot aufgehoben. Damit wurde Prostitution offiziell als Gewerbe anerkannt und konnten die Arbeitsverhältnisse genau überprüft werden, weil das niederländische Arbeitsschutzgesetz somit auch auf Prostitution anwendbar war. Die Behörden erhofften sich durch die Legalisierung einen besseren Zugriff auf die Szene und eine neue Chance in der Bekämpfung von unter anderem Menschenhandel und Zwangsprostitution.
Eine erste Evaluierung der Situation der Prostituierten im Jahre 2002 war aber eher ernüchternd. Sowohl die illegale Prostitution als auch der Menschenhandel stiegen seit der Legalisierung an. Daher wird seit 2016 wieder entgegengesteuert.

## Formen
Der bekannteste Rotlichtbezirk in den Niederlanden ist das Rosse Buurt in Amsterdam, gebildet aus den Vierteln De Wallen, Singelgebied und der Ruysdaelkade. Einen Überblick über die Prostitution verschafft das dort gelegene Museum of Prostitution.
Viele Sexarbeiterinnen (landesweit rund 20 Prozent) machen Gebrauch von der für die Niederlande typischen raamprostitutie (Fensterprostitution). Etwa in De Wallen in Amsterdam mieten sich die Frauen für etwa 150 Euro täglich kleine Kammern mit einem Koberfenster zur Straßenseite an. An der Schwelle wird dann bei geöffneter Fenstertür mit den Freiern verhandelt. Wird man sich einig, wird der Vorhang zugezogen, und der Freier verschwindet meist für einige Zeit mit der Prostituierten hinter der Tür. Die Preise sind Verhandlungssache und daher sehr unterschiedlich.
Das häufig aufgestellte Schild „Raam te huur“ bedeutet nichts anderes als „Fenster zu vermieten“ und kennzeichnet noch freie Fenster.
Um die Situation der Straßenprostituierten zu verbessern, führte die Stadt Utrecht das Utrechter Modell ein.

## Rechtliche Situation
In den Niederlanden obliegt es den Gemeinden, für dieses Gewerbe (wie für alle anderen) Genehmigungen zu erteilen. Die Gemeinden sind damit in der Lage, die Arbeitsbedingungen für Prostituierte und genaue Auflagen für den Bordellbetrieb festzulegen. So können Gemeinden etwa verbieten, dass Prostituierte unter Alkoholeinfluss arbeiten oder ungeschützten Sex haben, und verlangen, dass Gesundheitsdiensten und Interessenvertretungen der Zugang zum Betrieb gestattet wird. Unter bestimmten Umständen (allerdings nicht aus moralisch-ethischen Gründen) darf die Gemeinde die Ausführung des Gewerbes auch untersagen.
Prostituierte sind nicht zur Gesundheitsuntersuchung gezwungen, obwohl Bordellbetreiber für die Möglichkeit zum Safer Sex und für Aufklärung über Krankheiten sorgen müssen. Die Prostituierten folgen allerdings freiwillig zu einem großen Teil der amtlichen Empfehlung zur vierteljährlichen anonymen Untersuchung in den Polikliniken.
Der Kauf von Sex von 16- oder 17-Jährigen konnte seit 2006 mit bis zu vier Jahren Gefängnis oder einer Geldstrafe der vierten Kategorie (Stand 2021 bis zu 21.750 €) bestraft werden (Artikel 248a ff. i. V. m. Artikel 23 Strafgesetzbuch (Niederlande) alter Fassung). Seit 2022 können die Kunden von Zwangsprostituierten mit bis zu vier Jahren Gefängnis oder einer Geldstrafe der vierten Kategorie (Stand 2024 bis zu 25.750 €) bestraft werden (Art. 273g i. V. m Art. 23); ist die Zwangsprostituierte unter 18 Jahren ist die Strafe Gefängnis bis zu sechs Jahren oder Geldstrafe der vierten Kategorie. Hinsichtlich der zuletzt genannten Fälle muss jedoch beachtet werden, dass seit 1. Juli 2024 der Kauf von Sex von 16- oder 17-Jährigen, auch dann wenn sie sich freiwillig anbieten, mit bis zu sechs Jahren Gefängnis oder Geldstrafe der vierten Kategorie bestraft wird (Artikel 245 Abs. 1 Buchstabe d i. V. m. Artikel 23); wenn die sexuellen Handlungen mit einem Eindringen in den Körper verbunden sind (was bei Prostitution meist der Fall ist) mit bis zu neun Jahren Gefängnis oder Geldstrafe der fünften Kategorie (bis zu 103.000 €) (Artikel 246 Abs. 1 Buchstabe di. V. m. Artikel 23). Da das Schutzalter in den Niederlanden bei 16 Jahren liegt, drohen für sexuelle Handlungen mit Personen unter 16 Jahren noch höhere Strafen. 
Wie in jedem Gewerbe müssen auch von Bordellbetreibern und Prostituierten Steuern bezahlt werden.